# Адолф Хилдебранд
Адолф Хилдебранд (њем. Adolf von Hildebrand; Марбург, 6. октобра 1847  – Минхен, 18. јануара 1921) био је њемачки умјетник. 

## Биографија
Један је од првих вајара 19. вијека који је инсистирао на естетском раздвајању вајарства од сликарства, доктрина коју је образложио у свом теоријском раду Проблем форме у умјетности сликарства (Das Problem der Form in der bildenden Kunst, 1893 г.), чиме је помогао успостављању теоријске основе модерног вајарства.
Син економисте Бруна Хилдебранда, студирао је на Академији у Нирнбергу, а затим с вајарима Каспарм Зумбушем у Минхену и Рудолфом Зимерингом у Берлину. 
Живио је у Италији од 1872–97. године, гдје се спријатељио с теоретичарем умјетности Конрадом Фидлером и сликарем Хансом Маријем, чији су погледи на форму били од суштинске важности за Хилдебрандову естетику вајарства. У свом најзначајнијем дјелу, Фонтана Вителсбах (Максимилијанов трг у Минхену), потиснуо је натуралистичке детаље, наглашавајући умјесто тога компактну форму и јасноћу дизајна изведену из античке грчког вајарства. Мада је наглашавање важности чистоће форме на крају довело до апстрактног вајарства, његово властито дјело жртвује духовност и спонтаност формалистичкој строгости и академском приступу композицији.